# Sułowo (województwo zachodniopomorskie)
Sułowo (niem. Friedrichsruh) – kolonia w Polsce położona w województwie zachodniopomorskim, w powiecie choszczeńskim, w gminie Choszczno. W latach 1975–1998 miejscowość administracyjnie należała do województwa gorzowskiego. W roku 2007 kolonia liczyła 17 mieszkańców. Kolonia wchodzi w skład sołectwa Witoszyn.

## Geografia
Kolonia leży ok. 3 km na południowy zachód od Witoszyna, przy drodze wojewódzkiej nr 151.